# Прапор Батурина
Пра́пор мі́ста Бату́рин являє собою прямокутне полотнище синього кольору із співвідношенням сторін 1:1 (згідно з еталоном 100 Х 100 см). У центрі прапора малиновий козацький хрест, обабіч якого срібні: з правого боку зірка, з лівого — півмісяць, обернений рогами вправо. По периметру, окрім сторони від древка, полотнище обрамлене лиштвою жовтого кольору, розмір якої складає 1/10 загальних розмірів.